# Condado de Mason (Kentucky)
El condado de Mason (en inglés: Mason County), fundado en 1789, es uno de 120 condados del estado estadounidense de Kentucky. En el año 2000, el condado tenía una población de 16,800 habitantes y una densidad poblacional de 27 personas por km². La sede del condado es Maysville.

## Geografía
Según la Oficina del Censo, el condado tiene un área total de 640 km² (247,1 mi²), de la cual 624 km² (240,9 mi²) es tierra y 13 km² (5 mi²) (2.23%) es agua.

### Condados adyacentes
- Condado de Brown (norte)
- Condado de Adams (noreste)
- Condado de Lewis (este)
- Condado de Fleming (sur)
- Condado de Robertson (suroeste)
- Condado de Bracken (oeste)

## Demografía
Según la Oficina del Censo en 2000, los ingresos medios por hogar en el condado eran de $30,195, y los ingresos medios por familia eran $37,257. Los hombres tenían unos ingresos medios de $30,718 frente a los $21,216 para las mujeres. La renta per cápita para el condado era de $16,589. Alrededor del 16.80% de la población estaban por debajo del umbral de pobreza.

## Localidades
| - Dover - Germantown | - Maysville - Sardis - Lewisburg |